# Karl Eidlitz
Karl Eidlitz (26 de octubre de 1894 - 26 de septiembre de 1981) fue un actor, director teatral y dramaturgo austriaco.

## Biografía
Nacido en Viena, Austria, Eidlitz llegó en 1919 al Burgtheater, del cual fue miembro hasta su muerte, salvo un pequeño período en Suiza entre 1938 y 1945. Entre las obras que interpretó figuran Die fünf Frankfurter (de Carl Rössler), El misántropo (de Molière), Der böse Geist Lumpacivagabundus (de Johann Nestroy), Los bandidos (de Friedrich Schiller), El sueño de una noche de verano (de Shakespeare), Der Verschwender (de Ferdinand Raimund), Wilhelm Tell ( de Schiller) y Colombe (de Jean Anouilh).
Desde 1931, fue uno de los cofundadores del Burgtheaterstudio. Organizó numerosas matinés y lecturas y, tras la Segunda Guerra Mundial, actuaciones en el Bregenzer Festspiele. En 1954 fue nombrado director del Burgtheater, y a partir de 1974 recibió el título de decano. 
Karl Eidlitz también trabajó en varias producciones cinematográficas y televisivas. Falleció en Viena en el año 1981. Había estado casado con la actriz Alma Seidler.

## Filmografía
- 1921 : Unter der Knute des Schicksals
- 1951 : Der alte Sünder
- 1951 : Der fidele Bauer
- 1952 : 1. April 2000
- 1954 : Die Perle von Tokay
- 1954 : Verliebte Leute
- 1955 : Mozart
- 1958 : Frauensee
- 1959 : Brillanten aus Wien (telefilm)
- 1959 : Maria Stuart
- 1960 : Das Spiel vom lieben Augustin (telefilm)
- 1961 : Anatol (telefilm)
- 1963 : Alles gerettet (telefilm)
- 1965 : Leinen aus Irland (telefilm)
- 1966 : Donaugeschichten (serie TV), episodio W. M. und die Diplomatie